# Je suis Charlie

A jelmondat szokásos kivitelben, a Charlie Hebdo oldaláról másolva

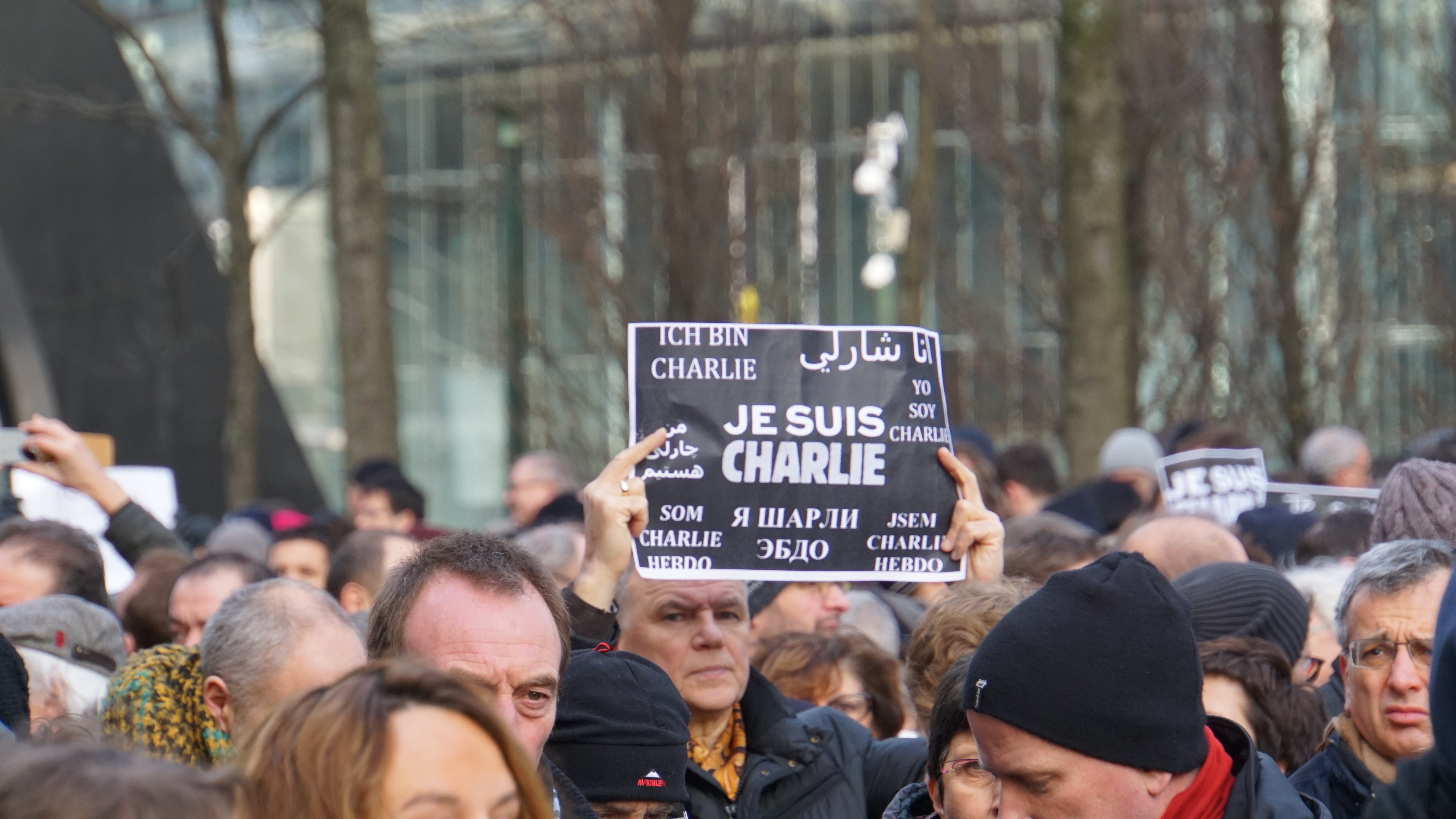
A „Je suis Charlie” több nyelven Brüsszelben, 2015. január 11-én

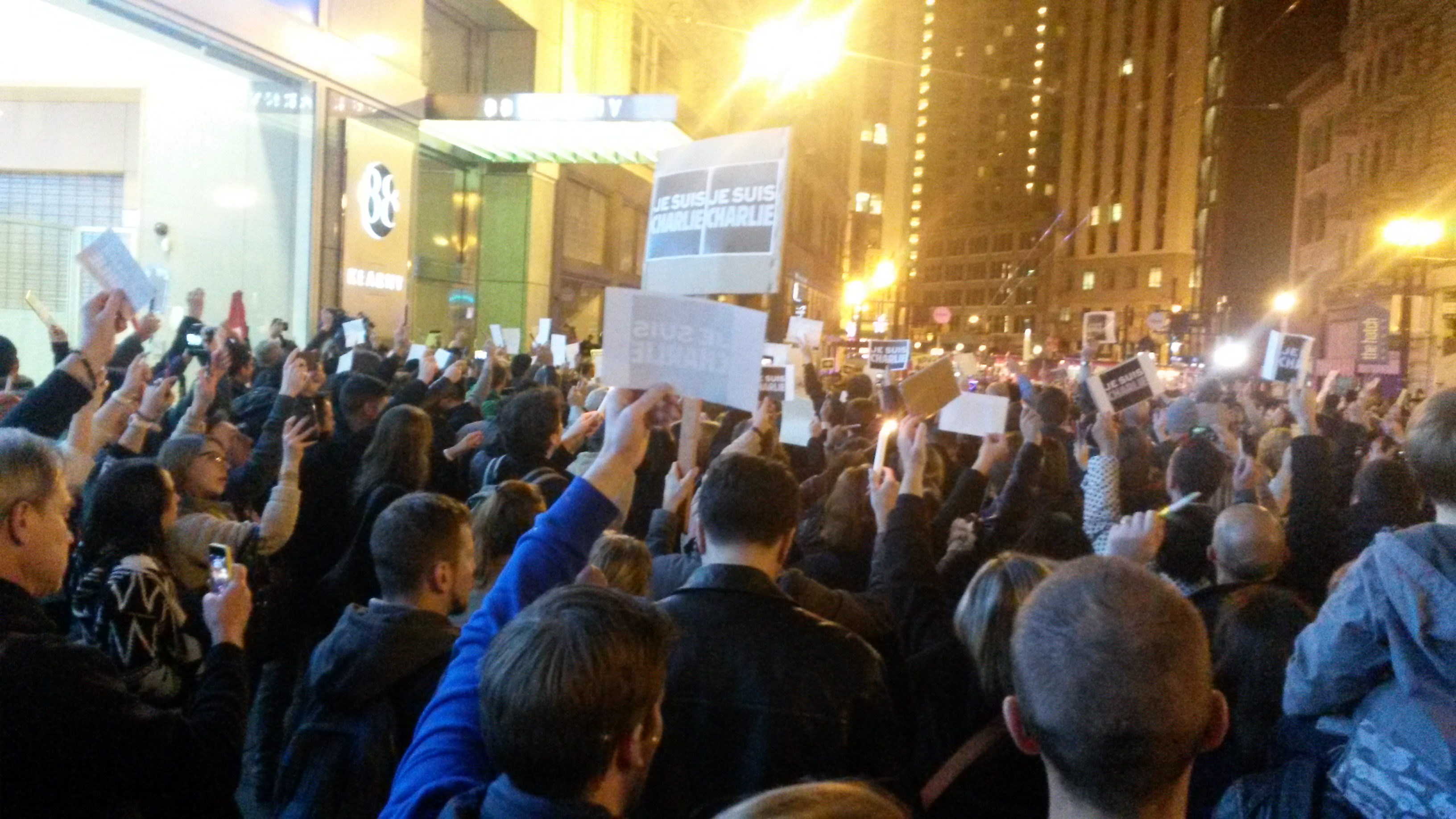
Tiltakozó felvonulás San Franciscóban, 2015. január 7-én

A Je suis Charlie ([ʒə sɥi ʃaʁ.li]; magyarul: szó szerint: „Charlie vagyok”, de értelemszerűen: „Én is Charlie vagyok”) jelmondat a párizsi Charlie Hebdo című hetilap szerkesztősége elleni 2015. január 7-i terrortámadás után terjedt el a szerkesztőséggel való szolidaritás kifejezésére, majd hamarosan a szólás-, a véleményszabadság és a vallásifanatizmus-ellenesség jelképévé vált.
A szlogent először a Twitteren használták, és onnan terjedt el az interneten. A terrortámadást követően a Charlie Hebdo honlapja működésképtelenné vált – majd amikor ismét látható lett, már fekete háttér előtt a Je suis Charlie jelmondatot ábrázolta.
A 2015. január 14-én megjelent, „Charlie Hebdo-túlélők első száma” címlapján Mohamed próféta szomorú arckifejezéssel, könnyezve tartja kezében a „Je suis Charlie” táblát, miközben azt mondja felette a szöveg: „Tout est pardonné” (Minden megbocsátva). Ez az üzenet a Charlie Hebdo tipikus kétértelműségével hagyja, hogy az olvasó döntse el, megbocsát-e az újság a terroristáknak vagy a próféta a rajzolóknak.

## Előzmények
A Charlie Hebdo a sajtószabadságot tágan értelmezve rendszeresen támadta a nagy egyházakat, különösen azok szélsőséges követőit. „Ki akarjuk nevetni a szélsőségeket – minden szélsőséget. Lehetnek muszlimok, zsidók, keresztények” – nyilatkozta 2012-ben Laurent Leger újságíró. Az iszlám vallást évek óta – a fenyegetések ellenére – bátran gúnyolták, többször közöltek általuk humorosnak tartott karikatúrát, a gúnyrajzokon az iszlám alapítójának, Mohamed prófétának az elképzelt alakját ábrázolták.
2015. január 7-én két fegyveres behatolt a szatirikus lap székházába, a heti értekezletet tartó szerkesztőségbe, és Allah nevében Mohamed próféta megsértéséért bosszút kiáltva tucatnyi embert (köztük két rendőrt) megölt, és még két tucatnyit megsebesített.

## Eredete
A Stylist című magazin művészeti vezetője, Joachim Roncin találta ki a szlogent és a logót, amit a merénylet után fél órával töltött fel a Twitterre, hogy így fejezze ki együttérzését. Roncin a Le Monde magazinnak elmondta, hogy a jelmondat teljesen természetesen és spontánul jutott eszébe, a felirathoz pedig a Charlie Hebdo betűtípusát használta fel.

## Kritikák, ellenvélemények (Je ne suis pas Charlie)

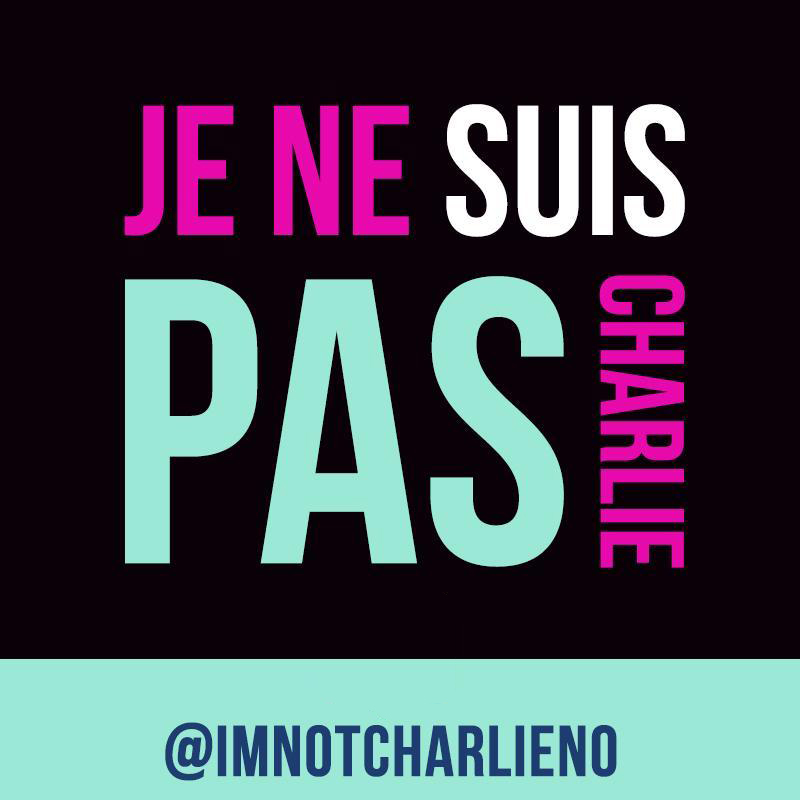

Világszerte számosan jelentették ki, hogy nem tudnak azonosulni a Charlie Hebdo szerkesztőség vallásellenes nézeteivel és provokatív tevékenységével. Franciaországban Jean-Marie Le Pen, a Nemzeti Front korábbi elnöke blogján közölte, hogy „Je ne suis pas Charlie” („Nem vagyok Charlie”). Alain de Benoist francia filozófus is elhatárolódott a „Je suis Charlie”-kampánytól, mert szerinte a Charlie Hebdo nem a nyugati értékeket védte. A magyar politikusok közül Vona Gábor élt ilyen kijelentéssel.
Teju Cole nigériai-amerikai író a The New Yorker című amerikai magazinban így fogalmazott: „Itt már nem csupán az ahhoz való jog a tét, hogy valaki azt rajzoljon, amit akar. A gyilkosságokat követően úgy látszik, hogy amit rajzoltak, azt ünnepelni és terjeszteni is kellene.” Joe Sacco, a The Guardian rajzolója „A szatíra határai” című képregényében felhívta a figyelmet: „Amikor egy vonalat húz valaki, azzal egy határt is átlép, hiszen a papírra vetett vonal fegyver, és a szatíra célja, hogy húsba vágjon. De kinek a húsába? És mi ezzel a cél?” A The New York Times újságírója, David Brooks, „I Am Not Charlie Hebdo” címmel közölt publicisztikát, melyben a provokációt és gúnyolódást kifogásolja.
Magyarországon Márfi Gyula veszprémi érsek a Veszprémi Naplónak írt levelében úgy fogalmazott, hogy nem fogadja el azt a kettős mércét, ami jellemző az „ultraliberális újságírókra”, akik „durva, ízléstelen és egy normális jog szerint törvénytelen támadásokat” követnek el a vallásukhoz ragaszkodó európai polgárokkal szemben. Kiss Ulrich jezsuita szerzetes, újságíró szerint az újságírók nem vértanúk. „Ők ismerték a kockázatot, ami a folyamatos provokációval jár. Az talán kevésbé világos, tudták-e, hogy uszításuknak ártatlan áldozatai is lesznek, toleráns emberek, akik nem gyűlölködnek másképp gondolkodók ellen.”
A Facebookon megalakult egy „Je ne suis pas Charlie”-csoport, amelynek tagjai nem kívánnak azonosulni a Charlie Hebdo szerintük provokatív stílusával. A Twitteren is terjednek a #JeNeSuisPasCharlie jelzésű hozzászólások.
Több jobboldali politikus gondolja úgy, hogy a szomorú és elítélendő, iszlamista terroristák által elkövetett gyilkosság ténye mellett, a Charlie Hebdo provokatív stílusát is el kell ítélni, vagy el kell határolódni attól.
Miután az újból megjelenő lap Mohamed prófétát ábrázoló rajzot közölt a címlapján, a Mohamed-karikatúrák elleni tiltakozás ismét emberéleteket követelt a világban, az ateista lap tartalma miatt tiltakozó nigeri iszlamista fiatalok keresztény templomokat gyújtottak fel. Csecsenföld fővárosában óriási tüntetésen tiltakoztak a szélsőséges francia szatirikus lap karikatúráinak megjelenése ellen. Kadirov csecsen elnök szerint a békés tüntetésen részt vevők száma meghaladhatja az egymillió főt.

## Használata

### Visszahallása Szegeden

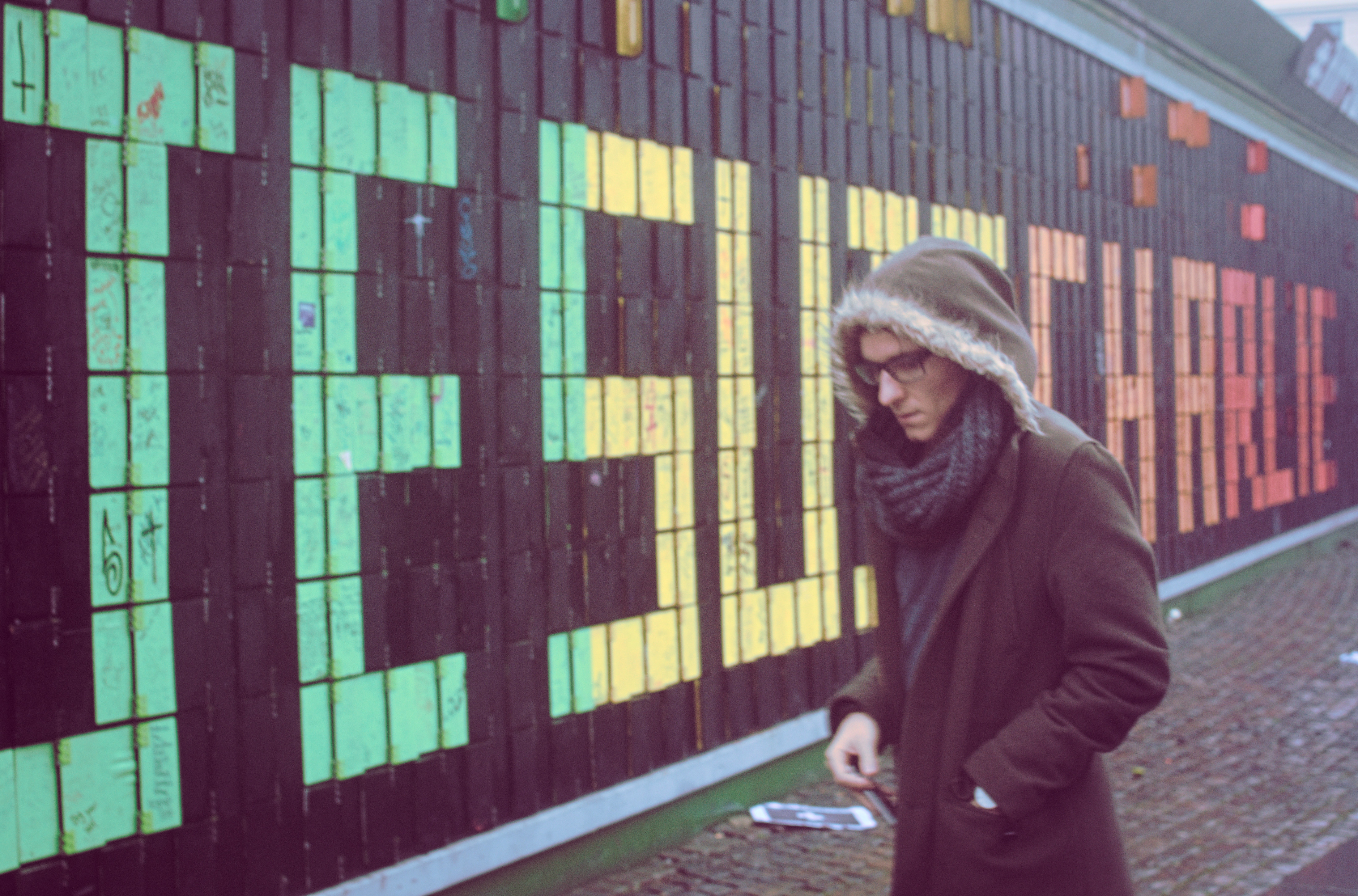
Koppenhága, Dánia, 2015. január 9.

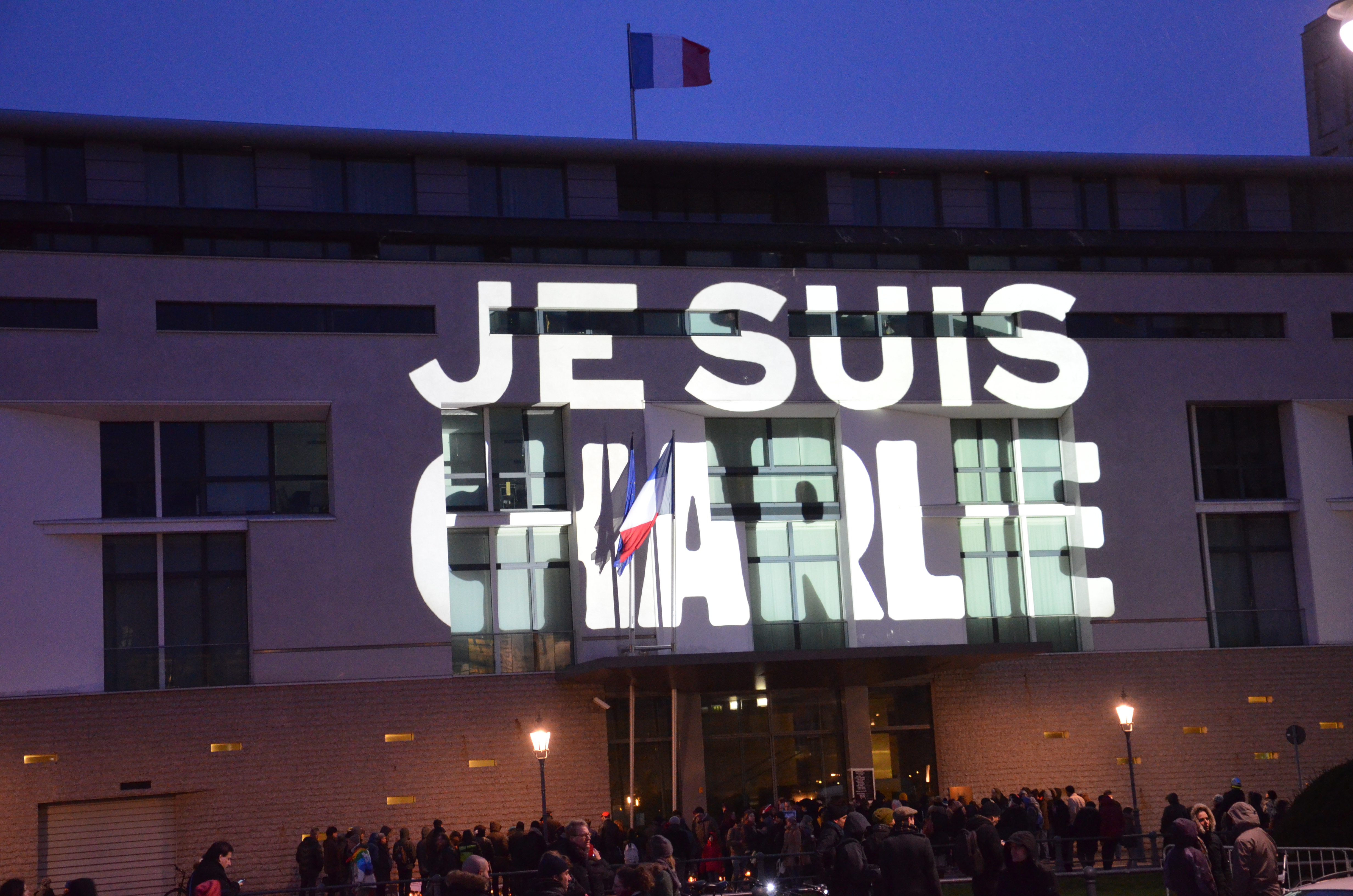
Gyertyagyújtás a berlini francia nagykövetség előtt

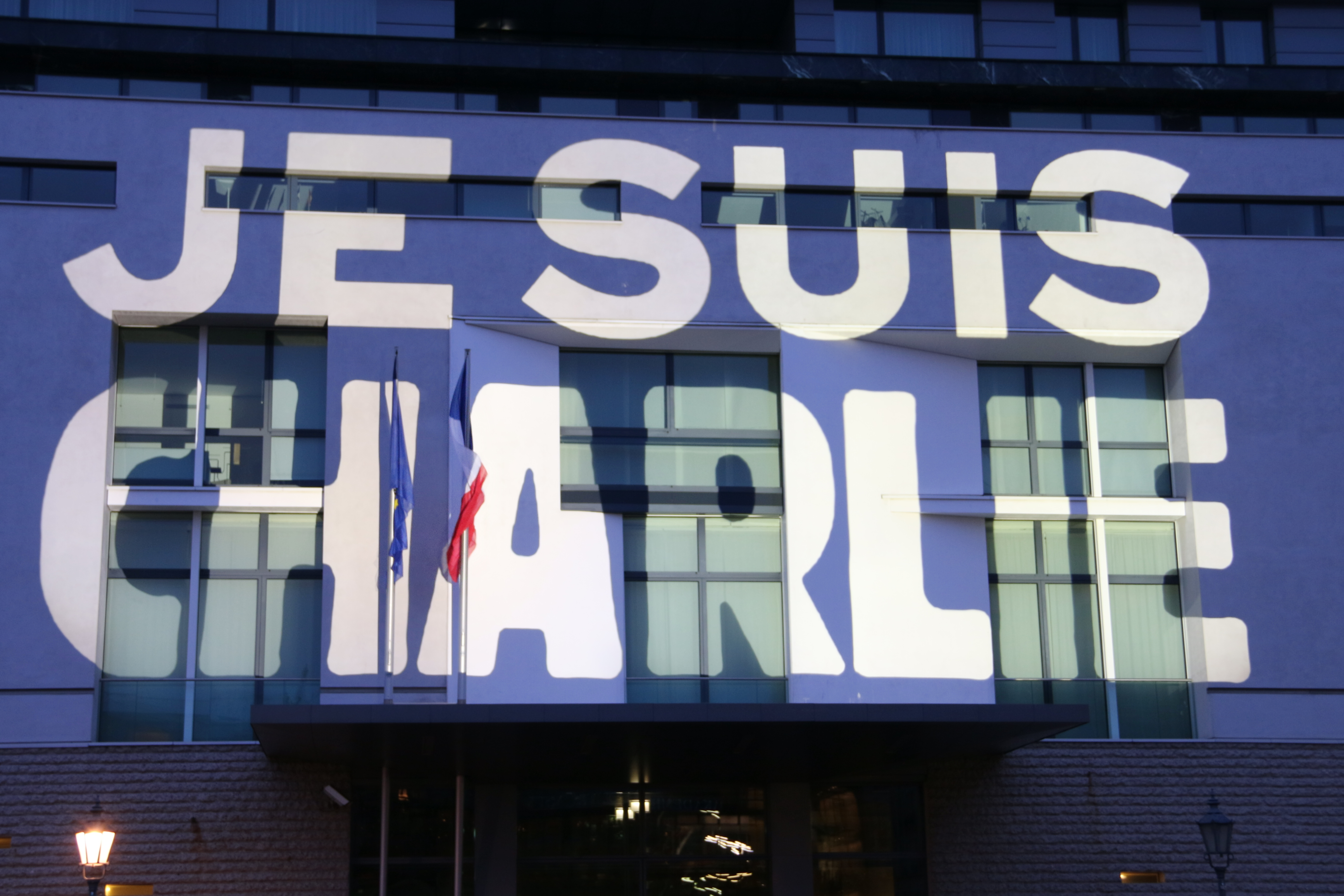
A berlini francia nagykövetség előtt

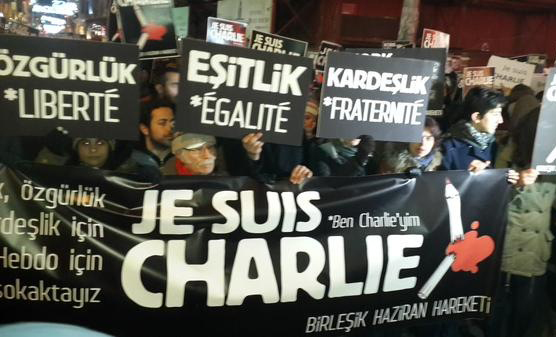
Isztambul, Törökország, 2015. január 8.

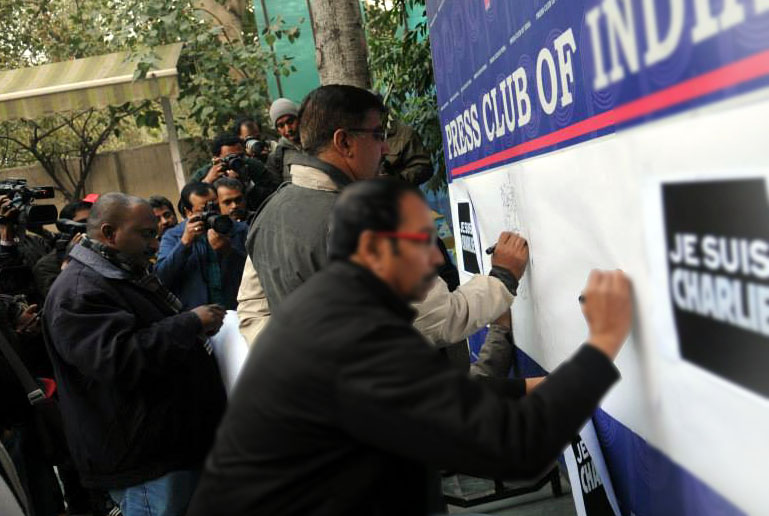
Shekhar Gurera indiai karikaturista kollégáival együtt szolidaritását fejezi ki az áldozatokkal Új-Delhiben 2015. január 9-én

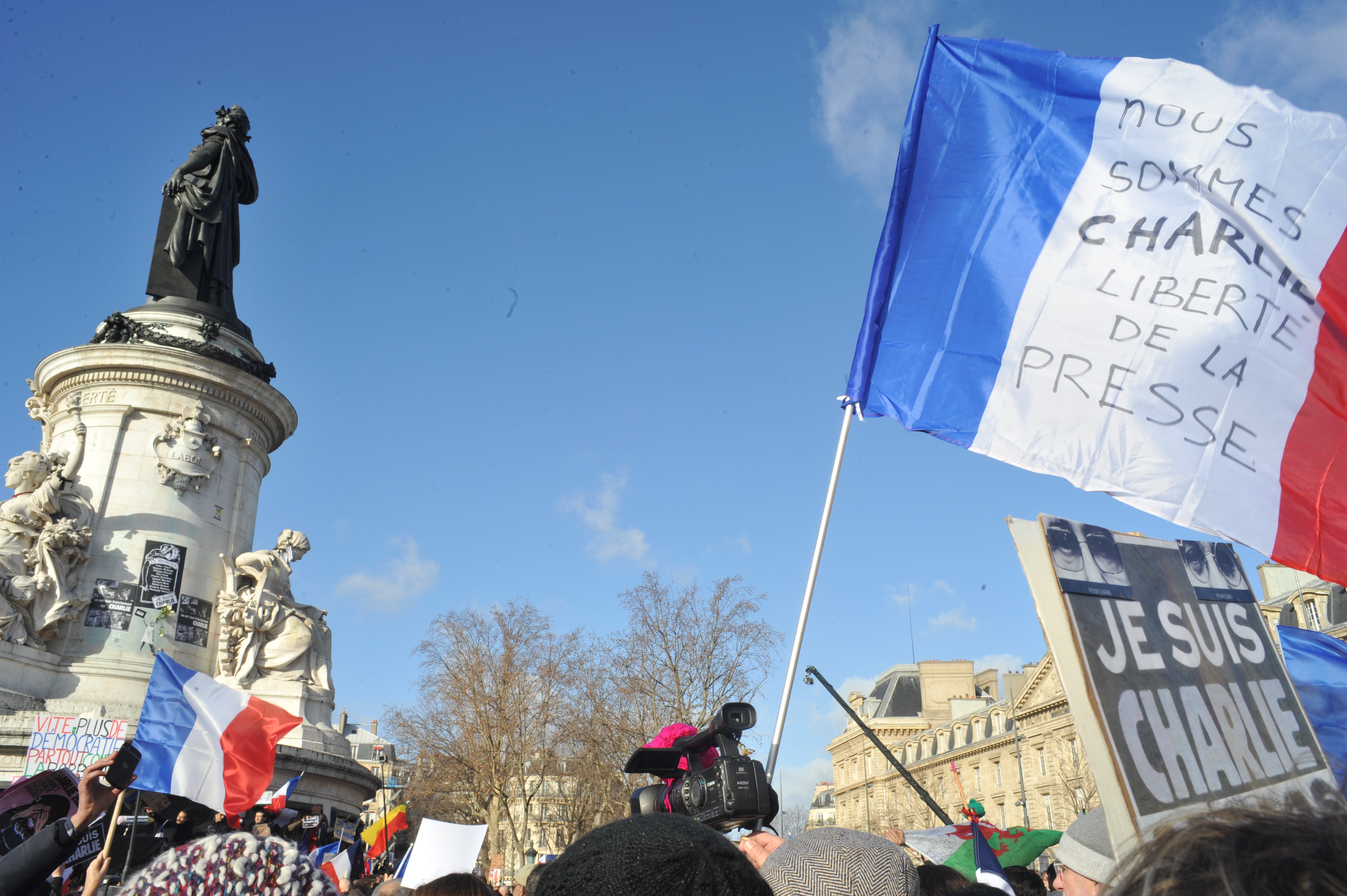
Emlékmenet Párizsban 2015. január 11-én

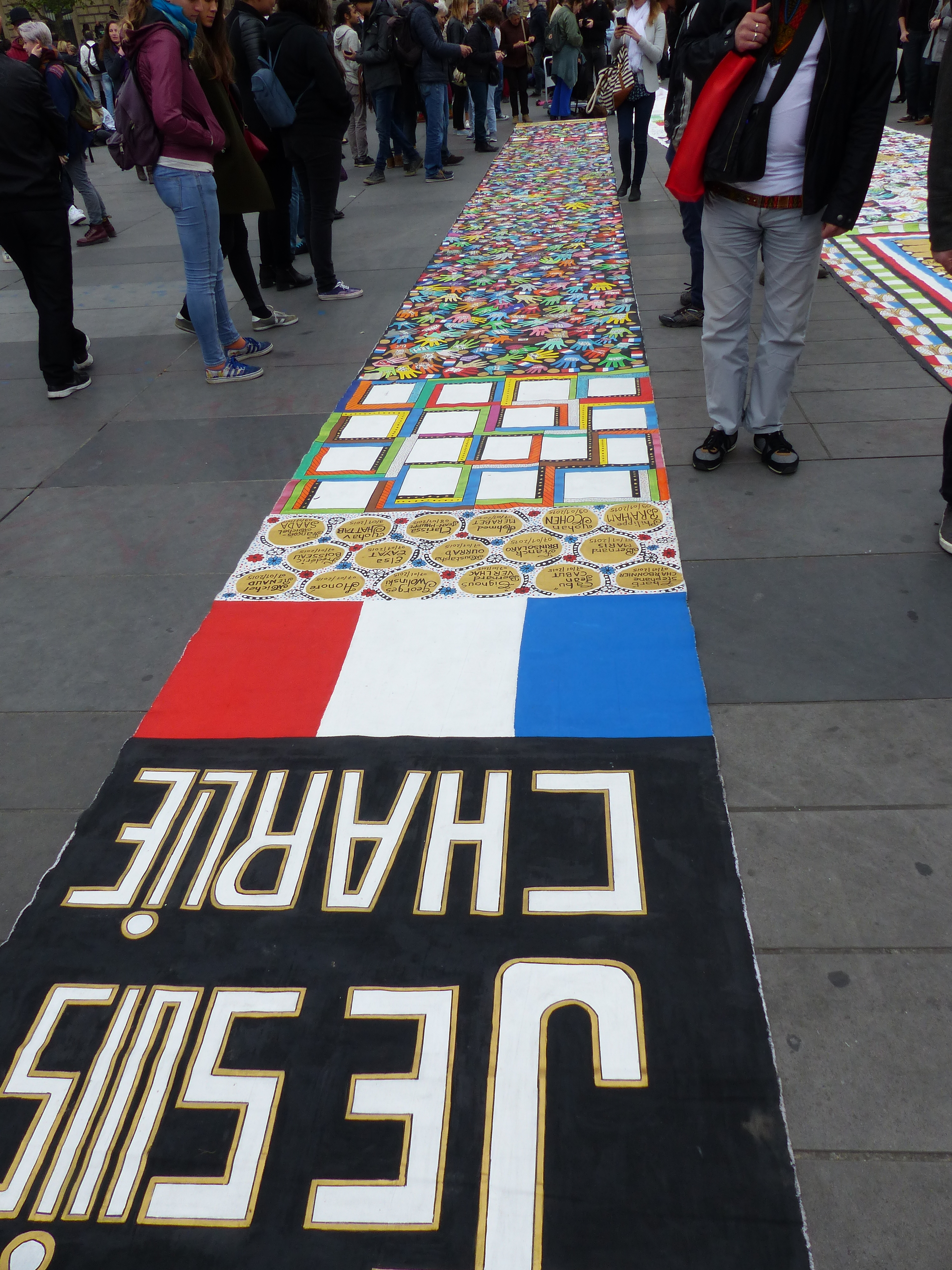
Köztársaság tér, Párizs

2015-ben átnevezésre került Magyarország egyik legsikeresebb gimnáziuma, az akkori SZTE Ságvári Endre Gyakorló Gimnázium. Az átnevezés ellen rengetegen tiltakoztak, és eme tüntetés jelmondata lett a "Je suis Ságvári!" felkiáltás, ami azóta szinte az intézmény mottója is lehetne.

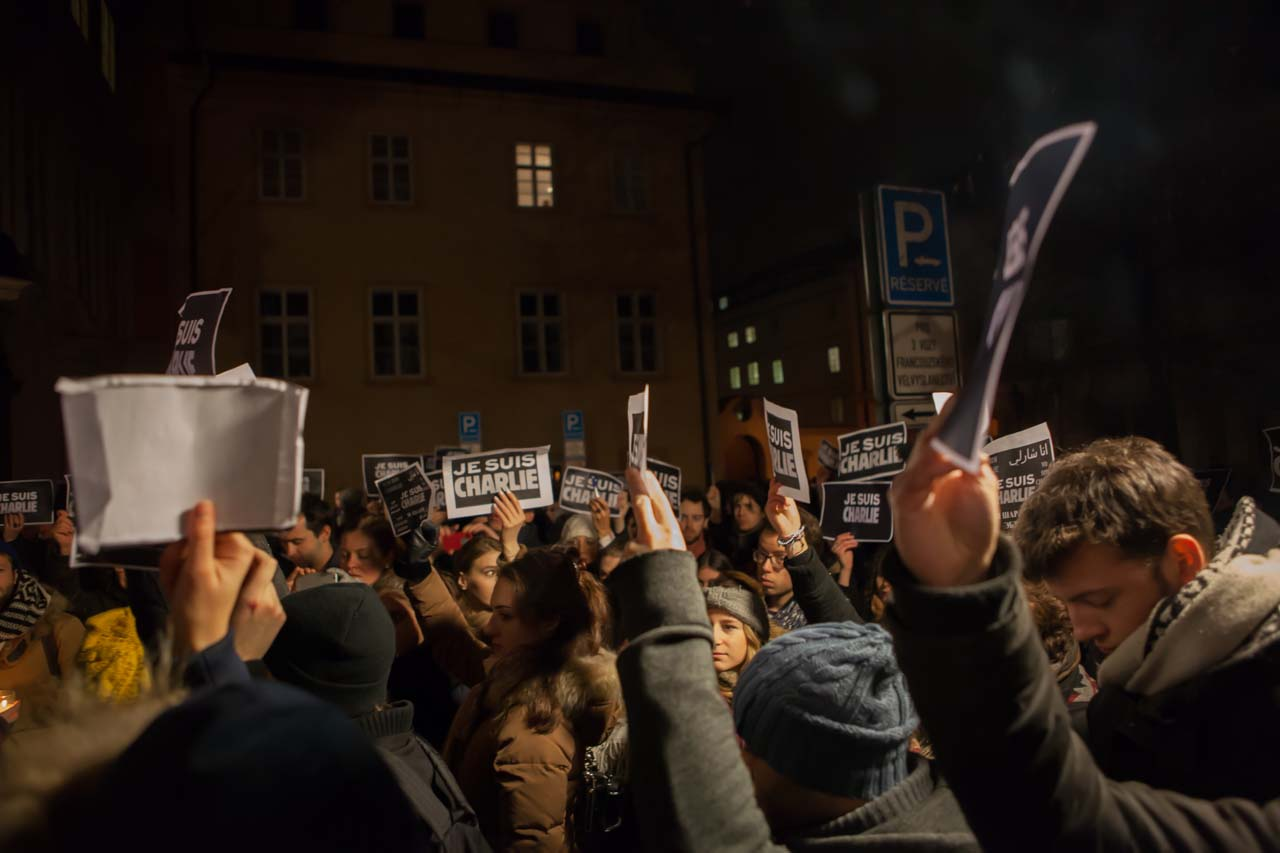
Prága, Cseh Köztársaság, 2015. január 8.

### Karikaturisták
- Albert Uderzo, Asterix figurájának megalkotója, 87 éves korában kilépett visszavonultáságából, és egy új rajzot alkotott, amelyen Astérix éppen egy gonosztevőt püföl, és közben azt mondja: "Moi aussi, je suis un Charlie!" ("Én is, én is Charlie vagyok!")[20]

### Demonstrációk
- Virrasztások és demonstrációk Franciaországban:
  - La Rochelle
  - Nantes
  - Lille
  - Lyon
  - Marseille[21]
  - Párizs[21]
  - Nizza[22]
  - Strasbourg
  - Toulouse[23]

- Virrasztások világszerte:
  - Amszterdam, Hollandia[24]
  - Athén, Görögország[25]
  - Berlin, Németország[24]
  - Brüsszel, Belgium[24]
  - Budapest, Magyarország[26]
  - Buenos Aires, Argentína[24]
  - Calgary, Kanada[27]
  - Kolozsvár, Románia[24]
  - Dublin, Írország[24]
  - Hongkong[24]
  - Isztambul, Törökország[28]
  - Harkiv, Ukrajna[29]
  - Kijev, Ukrajna[30]
  - Lima, Peru[24]
  - London, Egyesült Királyság[31]
  - Leeds, Egyesült Királyság[32]

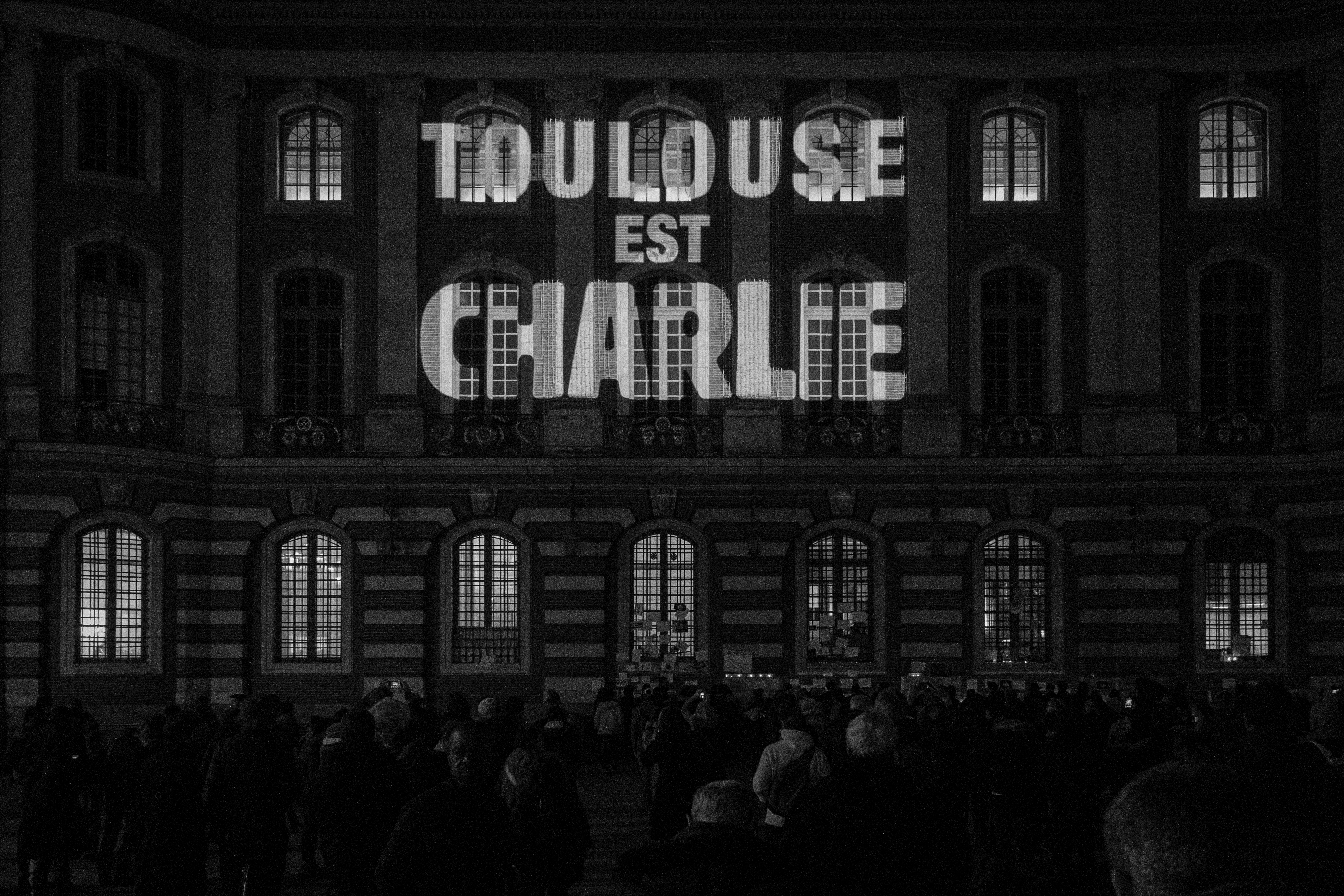
150 000 demonstráló Toulouse-ban, 2015. január 8–10.

  - Los Angeles, Amerikai Egyesült Államok[24]
  - Ljubljana, Szlovénia[33]
  - Melbourne, Ausztrália[34]
  - Montréal, Kanada[24]
  - Moszkva, Oroszország[35]
  - New York City, Amerikai Egyesült Államok[36]
  - Prága, Cseh Köztársaság[37]
  - Reykjavík, Izland[38]
  - San Ġiljan, Málta[39]
  - San Diego, Amerikai Egyesült Államok[40]
  - San Francisco, Amerikai Egyesült Államok[24]
  - São Paulo, Brazília[41]
  - Seattle, Amerikai Egyesült Államok[42]
  - Stockholm, Svédország[43]
  - Sydney, Ausztrália[44]
  - Szaloniki, Görögország[45]
  - Tajpej, Tajvan[46]
  - Toronto, Kanada[47]
  - Tokió, Japán[24]
  - Újvidék, Szerbia[48]
  - Vancouver, Kanada[49]
  - Vilnius, Litvánia[50]
  - Washington, D.C., Amerikai Egyesült Államok – A francia nagykövetségtől a Newseumig[24]
  - Zágráb, Horvátország – A Jelačić ( magyarul Jelasics) bán tértől a francia nagykövetségig

### Média és egyéb weboldalak

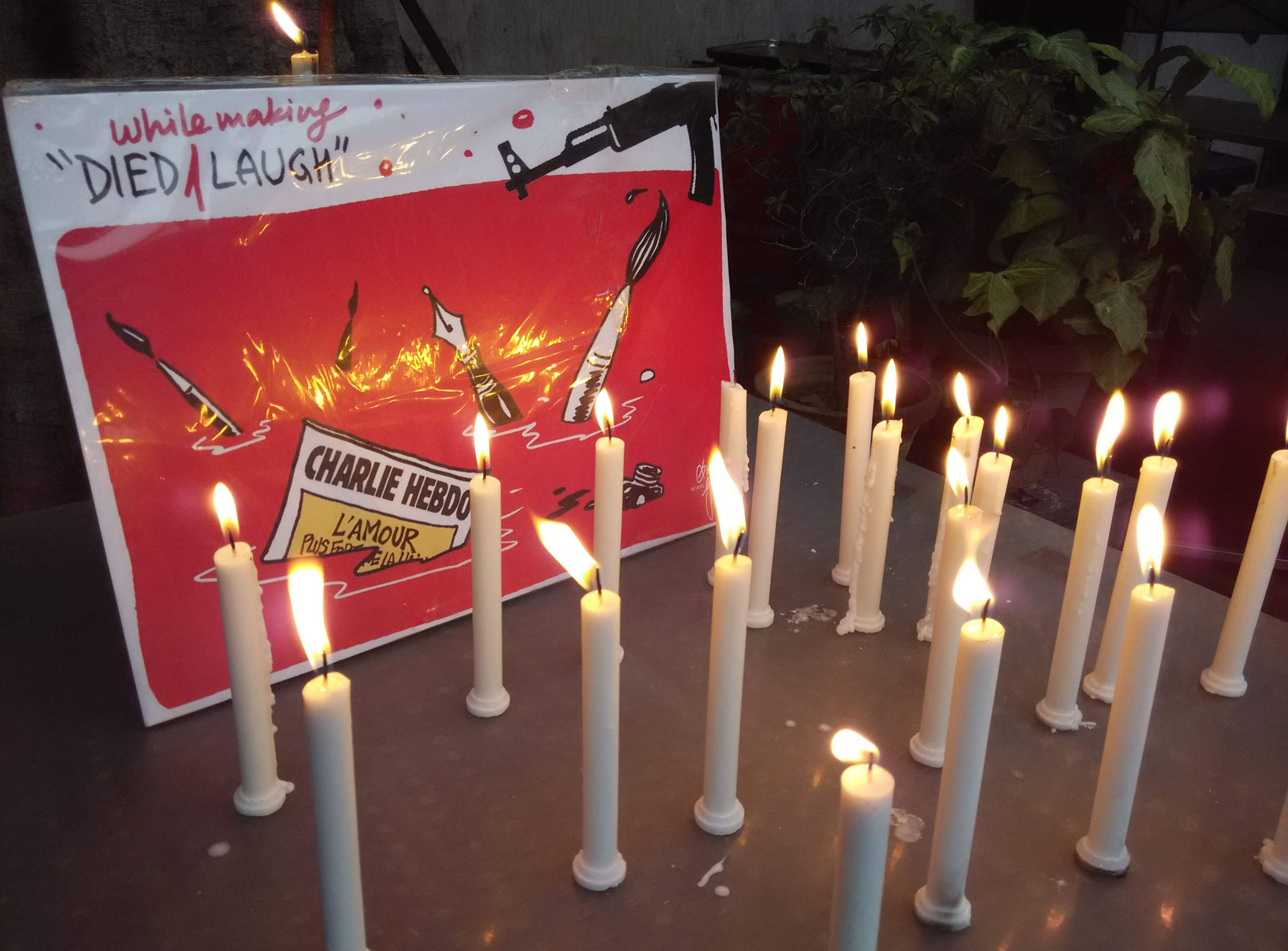
Indiai újságírók 2015. január 9-én Új-Delhiben részvétüket fejezték ki az áldozatok iránt. Shekhar Gurera rajza

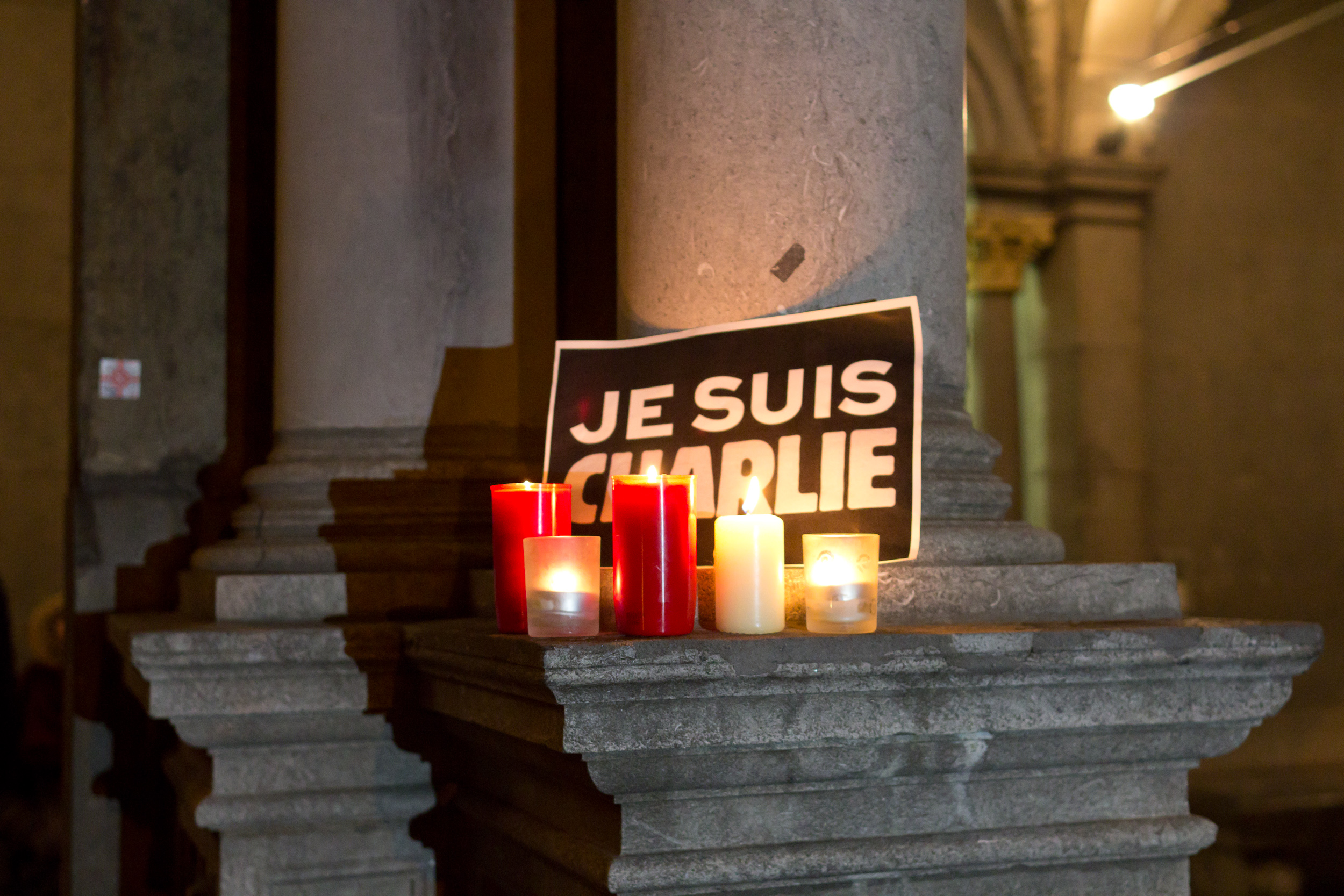
Köln, Németország

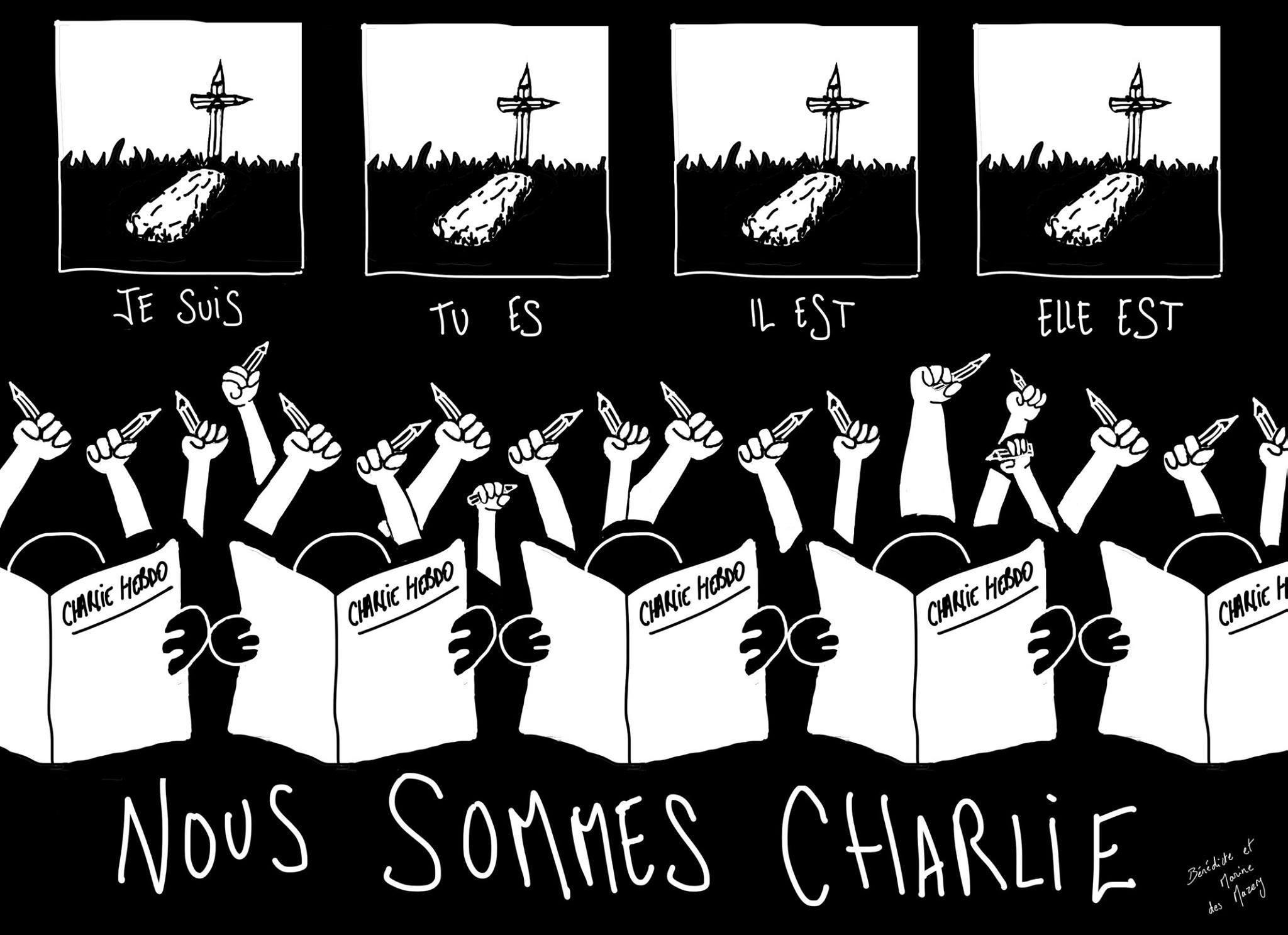
„Nous sommes Charlie” (Charlie vagyunk) – a CESAN hallgatóinak tiltakozása

A Je suis Charlie a következő weboldalokon volt látható:
- Libération, Le Monde, Le Figaro és más francia médiumok bannerként használták a weboldaluk tetején.[51]
- A Reddit január 7-én úgy módosította a logóját, hogy az a Je suis Charlie plakátot tartja.
- Daily Mirror, Irish Mirror, Manchester Evening News, Liverpool Echo, és a Trinity Mirrorhoz tartozó más lapok használták a bannert a honlapjaikon.

### Zene
- Január 10-én a Tryo nevű francia reggae-együttes egy "Charlie" című dalt vett fel, amelynek a szövegében szerepel a Je suis Charlie kifejezés.[52]

### Helymegjelölés
Egy nappal a támadás után Jean-Pierre Tallieu, La Tremblade polgármestere (Royan, Charente-Maritime), felvetette, hogy egy teret nevezzenek „place Je suis Charlie”-nak, az áldozatokra való állandó emlékezés érdekében. Az ideiglenes névtáblát január 10-én avatták fel.

### Okostelefon applikációk
Több fejlesztő cég (pl. az Android) is applikációkat alkotott okostelefonokra, amelyek következtében többféle verziója jelenik meg a "Je suis Charlie"-nak a képernyőn.

### Kereskedelmi használat
A támadást követő napokon belül Je suis Charlie feliratú áruk kerültek forgalomba több országban. Felháborodást váltott ki sokakban, hogy ezáltal – ugyan a keresletre hivatkozva – egyesek hasznot akarnak húzni a tragédiából.
2015. január 8-án a 3 Suisses nevű csomagküldő cég komoly kritikákat váltott ki a közösségi médiában azzal, hogy ki akarta sajátítani a szlogen imázsát a "Je Suisses Charlie " felirat alkalmazásával. A cég még aznap levette a szlogent a honlapjáról és elnézést kért.

### Doménnév bejelentése
A jesuischarlie.com doménnevet a támadás napján regisztrálták; a címről automatikus átirányítás vezet a Charlie Hebdo honlapjához. Szintén regisztrálták a jesuischarlie.net, jesuischarlie.fr és iamcharlie.fr doménneveket, amelyek kezdetben nem rendelkeztek tartalmakkal.

### Védjegybejelentések a „Je suis Charlie” jelmondatra
Egy magánszemély 2015. január 8-án az esti órákban védjegybejelentést nyújtott be a Benelux védjegyhivatalnál a „Je suis Charlie” jelmondat kizárólagos használata érdekében. A védjegybejelentés árujegyzékében – többek között – a Nizzai Osztályozás szerinti 3., 25., 35. és 38. osztályok árui illetve szolgáltatásai szerepelnek. Csak Franciaországban január első felében mintegy 50 "Je suis Charlie" védjegybejelentést nyújtottak be a francia hivatalnál (INPI). Ezeket a francia hivatal már elutasította vagy el fogja utasítani, a megkülönböztető képesség hiánya miatt. A BPHH általános gyakorlatától eltérően közleményben jelentette ki, hogy egy esetleges "Je suis Charlie" védjegybejelentést valószínűleg elutasítana a közösségi védjegyrendelet azon rendelkezéseire hivatkozva, amelyek tiltják a közrendbe illetve közerkölcsbe ütköző megjelölések, valamint a megkülönböztető képesség nélküli megjelölések lajstromozását.
A különböző országokban tett "Je suis Charlie" védjegybejelentések sorsáról összefoglaló tanulmány jelent meg a WIPR című szaklapban.
Mexikóban a 2015 februárjában benyújtott JE SUIS CHARLIE védjegybejelentést védjegyként lajstromozták a 25. áruosztály (ruházati termékek) vonatkozásában.

### Vandalizmus
A Charlie Hebdo szerkesztősége elleni támadást követően egy muszlim mecsetet összefirkáltak a franciaországi Bischwillerben, a szlogen német nyelvű megfelelőjét ("Ich bin Charlie") ábrázoló graffitival.

## Külső hivatkozások
- Je Suis Charlie plakát több nyelvre lefordítva, a Charlie Hebdo honlapjáról]
- #JeSuisCharlie: Cartoonists Raise Their Pencils in Solidarity With Charlie Hebdo
- Solidarity in Prague (Czech Republic)
- Je Suis Charlie: Vigils held around the world after Paris terror attack, in pics Daily Telegraph 8 January 2015.